# Nicolás Spolli
Nicolás Federico Spolli (Rosario, 20 febbraio 1983) è un ex calciatore argentino, di ruolo difensore.
È soprannominato El Flaco (in lingua italiana Il Magro) come i suoi connazionali Javier Pastore e Federico Fernández. È in possesso del passaporto italiano.

## Carriera

### Newell's Old Boys
Centrale difensivo, cresce nelle giovanili del Newell's Old Boys. Esordisce in prima squadra il 12 febbraio 2005 nel match esterno contro il Vélez Sársfield, terminato 0-0. Con la maglia del sodalizio di Rosario disputa 5 stagioni, nelle quali colleziona 107 presenze arricchite da 9 gol. Colleziona, inoltre, 7 presenze e un gol nella Coppa Libertadores 2006.

### Catania
Il 24 luglio 2009 viene acquistato a titolo definitivo per 1 milione di euro dal Catania, con cui firma un contratto quadriennale fino al 2013. Segna il suo primo gol in campionato nella partita contro il Bologna (1-0 per il Catania) il 6 gennaio 2010. Il 14 febbraio 2012 rinnova il contratto fino al 30 giugno 2015. Il 25 marzo 2012 segna il suo secondo gol in Serie A contro il Napoli fissando il punteggio sul provvisorio 2-1. L'ultimo giorno di calciomercato era vicino al Tottenham con un'offerta che si aggirava attorno agli 8 milioni di sterline, ma alla fine decide di rimanere a Catania e successivamente rinnova il suo contratto fino al 30 giugno 2016. Il 16 febbraio 2014 segna di testa sugli sviluppi di una punizione di Lodi il 2-1 per gli etnei contro la Lazio (3-1 il risultato finale). Conclude la sua esperienza con il Catania totalizzando 153 presenze e 7 reti tra campionato e Coppa Italia.

### Prestito alla Roma
Il 2 febbraio 2015 passa alla Roma con la formula del prestito oneroso (per 1,5 milioni di euro) con diritto di riscatto fissato a 1,5 milioni. Il 31 maggio 2015, all'ultima giornata di campionato, gioca la sua prima ed unica partita con i giallorossi, nella sconfitta casalinga per 1-2 contro il Palermo. A fine stagione non viene riscattato dalla Roma e fa quindi ritorno al Catania.

### Carpi
Dopo essersi svincolato dal club etneo a seguito della retrocessione in C per calcioscommesse, il 24 luglio 2015 si lega al Carpi, squadra neopromossa in Serie A, firmando un contratto di un anno con opzione per il secondo. Dopo appena 4 presenze in campionato, il 20 gennaio 2016 risolve il contratto che lo legava alla società emiliana.

### Chievo
Il 22 gennaio 2016 il Chievo annuncia il tesseramento di Spolli. Il 30 giugno 2017 scade il suo contratto che lo lega alla società clivense, e termina così la sua avventura in gialloblu.

### Genoa
L'8 luglio 2017, appena svincolato dai gialloblu clivensi, firma un nuovo contratto con la squadra ligure. Esordisce in campionato il 17 settembre, nella sconfitta per 3-2 contro la Lazio, uscendo al 70º per un infortunio al ginocchio. Torna a giocare il 19 novembre, con la nuova gestione Ballardini, nella vittoriosa trasferta di Crotone, giocando tutti i 90 minuti. Resta in rossoblu fino al gennaio 2019, raccogliendo 31 presenze, tra campionato e coppa Italia, nella sua avventura genovese.

### Crotone
Il 17 gennaio 2019 il Crotone ne annuncia l'ingaggio in prestito dal Genoa fino al termine della stagione, con obbligo di riscatto in caso di salvezza. Disputa 12 gare con i pitagorici ed fine campionato, con la salvezza del club calabrese, viene esercitato l'obbligo di riscatto.
Il 5 ottobre 2020 rescinde il suo contratto con i calabresi. Il 10 ottobre 2020 decide di ritirarsi dal calcio giocato.
Dopo il ritiro
Dal 2021 ha intrapreso la carriera di scout e procuratore 

## Statistiche

### Presenze e reti nei club
| Stagione                 | Squadra                  | Campionato               | Campionato | Campionato | Coppe nazionali | Coppe nazionali | Coppe nazionali | Coppe continentali | Coppe continentali | Coppe continentali | Altre coppe | Altre coppe | Altre coppe | Totale | Totale |
| Stagione                 | Squadra                  | Comp                     | Pres       | Reti       | Comp            | Pres            | Reti            | Comp               | Pres               | Reti               | Comp        | Pres        | Reti        | Pres   | Reti   |
| ------------------------ | ------------------------ | ------------------------ | ---------- | ---------- | --------------- | --------------- | --------------- | ------------------ | ------------------ | ------------------ | ----------- | ----------- | ----------- | ------ | ------ |
| 2005-2006                | Newell's Old Boys        | PD                       | 31         | 3          | -               | -               | -               | CS                 | 2                  | 0                  | -           | -           | -           | 33     | 3      |
| 2006-2007                | Newell's Old Boys        | PD                       | 24         | 2          | -               | -               | -               | CL                 | 7                  | 1                  | -           | -           | -           | 31     | 3      |
| 2007-2008                | Newell's Old Boys        | PD                       | 19         | 2          | -               | -               | -               | -                  | -                  | -                  | -           | -           | -           | 19     | 2      |
| 2008-2009                | Newell's Old Boys        | PD                       | 18         | 0          | -               | -               | -               | -                  | -                  | -                  | -           | -           | -           | 18     | 0      |
| Totale Newell's Old Boys | Totale Newell's Old Boys | Totale Newell's Old Boys | 92         | 7          |                 | -               | -               |                    | 9                  | 1                  |             | -           | -           | 102    | 8      |
| 2009-2010                | Catania                  | A                        | 26         | 1          | CI              | 1               | 0               | -                  | -                  | -                  | -           | -           | -           | 27     | 1      |
| 2010-2011                | Catania                  | A                        | 25         | 0          | CI              | 2               | 1               | -                  | -                  | -                  | -           | -           | -           | 27     | 1      |
| 2011-2012                | Catania                  | A                        | 31         | 2          | CI              | 2               | 0               | -                  | -                  | -                  | -           | -           | -           | 33     | 2      |
| 2012-2013                | Catania                  | A                        | 29         | 2          | CI              | 0               | 0               | -                  | -                  | -                  | -           | -           | -           | 29     | 2      |
| 2013-2014                | Catania                  | A                        | 21         | 1          | CI              | 0               | 0               | -                  | -                  | -                  | -           | -           | -           | 21     | 1      |
| 2014-feb. 2015           | Catania                  | B                        | 16         | 0          | CI              | 1               | 0               | -                  | -                  | -                  | -           | -           | -           | 17     | 0      |
| Totale Catania           | Totale Catania           | Totale Catania           | 148        | 6          |                 | 6               | 1               |                    | -                  | -                  |             | -           | -           | 154    | 7      |
| feb.-giu. 2015           | Roma                     | A                        | 1          | 0          | CI              | 0               | 0               | UEL                | 0                  | 0                  | -           | -           | -           | 1      | 0      |
| 2015-gen. 2016           | Carpi                    | A                        | 4          | 0          | CI              | 1               | 0               | -                  | -                  | -                  | -           | -           | -           | 5      | 0      |
| gen.-giu. 2016           | Chievo                   | A                        | 10         | 0          | CI              | 0               | 0               | -                  | -                  | -                  | -           | -           | -           | 10     | 0      |
| 2016-2017                | Chievo                   | A                        | 21         | 0          | CI              | 2               | 0               | -                  | -                  | -                  | -           | -           | -           | 23     | 0      |
| Totale Chievo            | Totale Chievo            | Totale Chievo            | 31         | 0          |                 | 2               | 0               |                    | -                  | -                  |             | -           | -           | 33     | 0      |
| 2017-2018                | Genoa                    | A                        | 21         | 0          | CI              | 1               | 0               | -                  | -                  | -                  | -           | -           | -           | 22     | 0      |
| 2018-gen. 2019           | Genoa                    | A                        | 7          | 0          | CI              | 1               | 0               | -                  | -                  | -                  | -           | -           | -           | 8      | 0      |
| Totale Genoa             | Totale Genoa             | Totale Genoa             | 28         | 0          |                 | 2               | 0               |                    | -                  | -                  |             | -           | -           | 30     | 0      |
| gen.-giu. 2019           | Crotone                  | B                        | 12         | 0          | CI              | 0               | 0               | -                  | -                  | -                  | -           | -           | -           | 12     | 0      |
| 2019-2020                | Crotone                  | B                        | 7          | 0          | CI              | 1               | 0               | -                  | -                  | -                  | -           | -           | -           | 8      | 0      |
| Totale Crotone           | Totale Crotone           | Totale Crotone           | 19         | 0          |                 | 1               | 0               |                    | -                  | -                  |             | -           | -           | 20     | 0      |
| Totale carriera          | Totale carriera          | Totale carriera          | 323        | 13         |                 | 12              | 1               |                    | 9                  | 1                  |             | -           | -           | 344    | 15     |